# Apeadero de Alvarelhos
El Apeadero de Alvarelhos fue una plataforma ferroviaria de la Línea de la Beira Alta, que servía a la localidad de Alvarelhos, en el distrito de Viseu, en Portugal.

## Historia
Esta plataforma se encontraba en el tramo entre Pampilhosa y Vilar Formoso de la Línea de la Beira Alta, que fue inaugurado por la Companhia dos Caminhos de Ferro Portugueses de Beira Alta el 1 de julio de 1883.